# Pseudione borealis
Pseudione borealis là một loài chân đều trong họ Bopyridae. Loài này được Caspers miêu tả khoa học năm 1939.